# SiTB CFe 4/4
 (août 2023).
La CFe 4/4 91 est une automotrice électrique, livrée en 1955 au Sihltalbahn (SiTB). Elle était conçue avec une seule cabine de conduite pour l'utilisation en train pendulaire et circulait donc avec une voiture-pilote.

## Aspects techniques
Il s'agissait à l'époque de la première automotrice "moderne" du Sihltalbahn et sa construction s'inspire des "flèches bleues" (ABDe 4/8) du BLS. Elle possède ainsi un transformateur sur le toit. Il s'agit cependant d'un véhicule moteur avec voiture de commande et non pas d'une automotrice double. Le véhicule fut transformé en 1973 et une partie de l'équipement électrique remplacée à cette occasion.
La vitesse maximale initiale de 60 km/h put être relevée à 70 km/h en 1977.
Jusqu'à l'installation de la commande "Dolmetscher" en 1981, l'automotrice devait obligatoirement circuler avec la voiture-pilote n° 51.
La désignation CFe 4/4 changea en BFe 4/4 en 1956, puis en BDe 4/4 en 1963. En revanche, le numéro 91 demeura inchangé

## Service
La CFe 4/4 91 circula toujours en tant que train-navette avec voiture-pilote et éventuellement une voiture intermédiaire. Cette dernière configuration apparut seulement en 1962, à la livraison des voitures B 41 à 46. 
La machine fut retirée du service en 1994 et vendue aux Chemins de fer régionaux de Styrie (de) (Autriche), où elle circula sous la dénomination ET 14 jusqu'en 2008 environ. Elle fut ferraillée en 2011 à Fürstenfeld.